# ألفارادو (محطة مترو أنفاق مدريد)

ألفارادو (بالإسبانية: Alvarado) هي محطة مترو أنفاق في مدريد في إسبانيا، تقع على الخط رقم 1.